# اعزيب الحاج حدو (آيت ايمور)
اعزيب الحاج حدو هو دُوَّار يقع بجماعة آيت إيمور، عمالة مراكش، جهة مراكش آسفي في المملكة المغربية. ينتمي الدوّار لمشيخة آيت ايمور التي تضم 18 دوار. يقدر عدد سكانه بـ 138 نسمة حسب الإحصاء الرسمي للسكان والسكنى لسنة 2004.

## روابط خارجية
- البوابة الوطنية للجماعات الترابية
- المندوبية السامية للتخطيط